# Písky (Křivoklát)
Písky (též Píska) jsou samota, část městyse Křivoklát v okrese Rakovník ve Středočeském kraji.
Tato místní část je tvořena čistě areálem Střední lesnické školy a Středního odborného učiliště Křivoklát (SLŠ a SOU Křivoklát). Škola se nachází přímo v CHKO Křivoklátsko, obklopena ze všech čtyř stran hlubokými křivoklátskými lesy, nabízí tak ideální podmínky pro výuku lesnických a přírodovědných oborů.

## Historie
Písky vznikly k 1. lednu 2000 jako část městyse Křívoklát v okrese Rakovník.

## Obyvatelstvo
| Rok            | 1869 | 1880 | 1890 | 1900 | 1910 | 1921 | 1930 | 1950 | 1961 | 1970 | 1980 | 1991 | 2001 | 2011 | 2021 |
| -------------- | ---- | ---- | ---- | ---- | ---- | ---- | ---- | ---- | ---- | ---- | ---- | ---- | ---- | ---- | ---- |
| Počet obyvatel | 0    | 0    | 0    | 6    | 9    | 0    | 4    | 0    | 0    | 23   | 36   | 42   | 24   | 26   | 25   |
| Počet domů     | 0    | 0    | 0    | 1    | 1    | 1    | 1    | 0    | 0    | 4    | 7    | 8    | 8    | 8    | 8    |

## Dějiny školy
Výuka lesnictví má na Křivoklátě dlouhou tradici. Již roku 1838 zřídil fürstenberský lesmistr Ing. Jan Gintl se souhlasem majitele místního panství, knížete Karla Egona II. Fürstenberga, soukromou revírnickou školu. Kníže Karel Egon daroval škole do vínku pozemky v křivoklátské místní části Amalín. Zde hned v roce 1839 vyrostla škola s internátem pro 70 žáků.
Po druhé světové válce přišlo rozhodnutí postavit zcela novou školu asi tři kilometry za Křivoklátem v místní části Písky. Stavba byla dokončena roku 1950, lesnické učiliště zde však fungovalo jen do roku 1952. Poté sloužil areál pouze jako školicí středisko státních lesů, dokud zde roku 1961 nezačala z popudu Krajského národního výboru v Praze probíhat výuka tehdy dvouletého učebního oboru lesař. Školní výuka se tak na Písky vrátila již natrvalo.

## Pamětihodnotsti
- Kaple svatého Eustacha
- studánky Štíhlice, Brdtka